# Bikini (válogatás)
A Bikini az azonos nevű magyar együttes 1988-ban megjelent válogatáslemeze. Az új, már D. Nagy Lajos énekessel működő felállással addig megjelent három nagylemez anyagáról válogat, emellett hallhatóak rajta angol nyelvű dalok is. Ez volt a zenekar első anyaga, amely kizárólag CD-formátumban jelent meg.

## Számok listája
| #  | Cím                                               | Erről az albumról             | Hossz |
| -- | ------------------------------------------------- | ----------------------------- | ----- |
| 1  | Legyek jó                                         | Ha volna még időm             | 3:15  |
| 2  | Katica 2                                          | Ha volna még időm             | 4:22  |
| 3  | Nehéz a dolga                                     | Mondd el                      | 3:19  |
| 4  | Fagyi                                             | Mondd el                      | 2:40  |
| 5  | End to a Dream (Mondd el)                         | Mondd el                      | 3:54  |
| 6  | Hazudtunk egymásnak                               | Ha volna még időm             | 4:17  |
| 7  | Megüssem vagy ne üssem                            | Mondd el                      | 3:30  |
| 8  | Ne legyek áruló                                   | Ha volna még időm             | 3:40  |
| 9  | Somewhere In (Valahol Európában)                  | Ha volna még időm             | 4:28  |
| 10 | Ezt nem tudom másképp mondani                     | Ezt nem tudom másképp mondani | 4:07  |
| 11 | Don't Break My (Széles, tágas)                    | Ha volna még időm             | 3:23  |
| 12 | Long, Long (Mielőtt elmegyek)                     | Ezt nem tudom másképp mondani | 3:31  |
| 13 | Megadtam magam a mának                            | Ha volna még időm             | 4:50  |
| 14 | Adj helyet                                        | Mondd el                      | 3:29  |
| 15 | Elegünk van az egészből - Mondd, hogy mit akarunk | Ha volna még időm             | 2:55  |
| 16 | Ha volna még időm                                 | Ha volna még időm             | 5:21  |